# Mare de Déu del Carme (Ascó)
La Mare de Déu del Carme és una ermita al sud del nucli d'Ascó, entre la carretera i la xarxa ferroviària.

## Arquitectura
Petita capella de planta rectangular amb l'absis no marcat en planta. Consta d'una sola nau, amb un fals sostre enguixat. Darrere l'altar de marbre hi ha un arc rebaixat que ocupa tot el mur, amb l'interior folrat amb rajoles ceràmiques. S'accedeix al temple per un portal d'arc de mig punt adovellat amb brancals motllurats. A la clau hi consta inscrit l'any 1882. Sobre el portal hi ha una cornisa amb una finestreta romboïdal, rematat per un campanar d'espadanya d'un sol ull. L'acabat exterior és arrebossat i pintat de color blanc, excepte alguns dels carreus de les cantonades.

## Història
Es desconeix la data de la construcció de la primitiva ermita de la Mare de Déu del Carme, donat que estava situada arran del riu Ebre, sobre un pujol, com a Patrona de la navegació fluvial. Aquesta és molt important a Ascó pels privilegis de Lleuda concedits per tots els reis catalans fins Joan II. En construir-se la via del tren, calgué destruir l'ermita primitiva i fer-ne una altra un xic més endins del terreny, l'any 1882. El privilegi de Lleuda va regir fins fa ben pocs anys, perquè en fer-se el pont sobre el riu per les obres de la Central Nuclear, el 1972, la Barca d'Ascó deixà de passar i es va deixar de cobrar tota mercaderia, cotxe, carro o persona que passava amb ella, d'un costat a l'altre del riu.
La Mare de Déu del Carme és la patrona dels llaüters de l'Ebre.